# Метрополітен Кванджу
Метрополітен Кванджу (кор. 광주 도시철도)— метрополітен південнокорейського міста Кванджу.

## Історія
Будівництво розпочалося 28 липня 1996 року. Початкова ділянка Першої лінії складалася з 14 станцій та 11,9 км, її відкрили 28 квітня 2004 року. Ще 6 станцій відкрилися 11 квітня 2008 року. На початок 2018 року діє одна лінія з 20 станцій. Більшість станцій підземні, крім двох кінцевих.

## Перша лінія
| №           | Дата відкриття | Останнє продовження | Кількість станцій | Кінцеві станції        | Довжина в км | Кількість підземних станцій | Примітки                                |
| ----------- | -------------- | ------------------- | ----------------- | ---------------------- | ------------ | --------------------------- | --------------------------------------- |
| Перша лінія | 28 квітня 2004 | 2008                | 20                | «Нокдонг»-«Пхьонгдонг» | 20,6         | 18                          | Обслуговується чотиривагонними потягами |

## Перспективи
За початковим планом передбачалося будівництво розвиненої системи з п'яти ліній метрополітену, але пізніше міська влада вирішила відмовитися від цієї ідеї через високу вартість будівництва. Наразі актуальним є план будівництва Другої лінії, відкриття початкової ділянки якої станеться не раніше 2025 року.

## Галерея

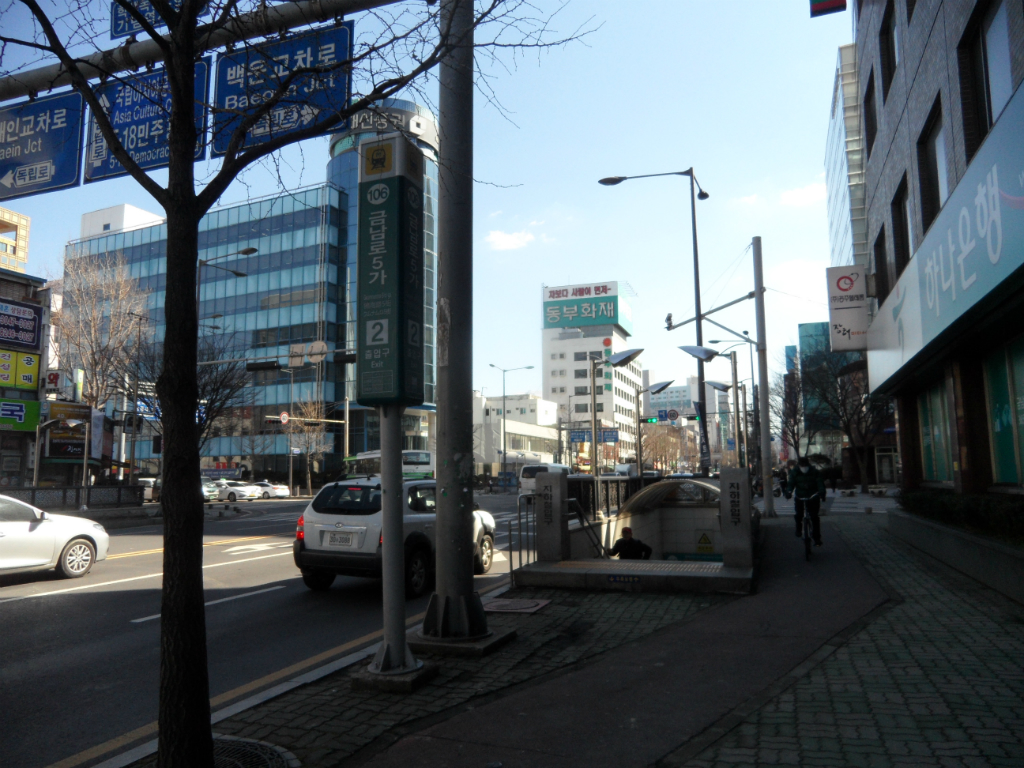
Один з виходів зі станції «Кимнамно 5-га»
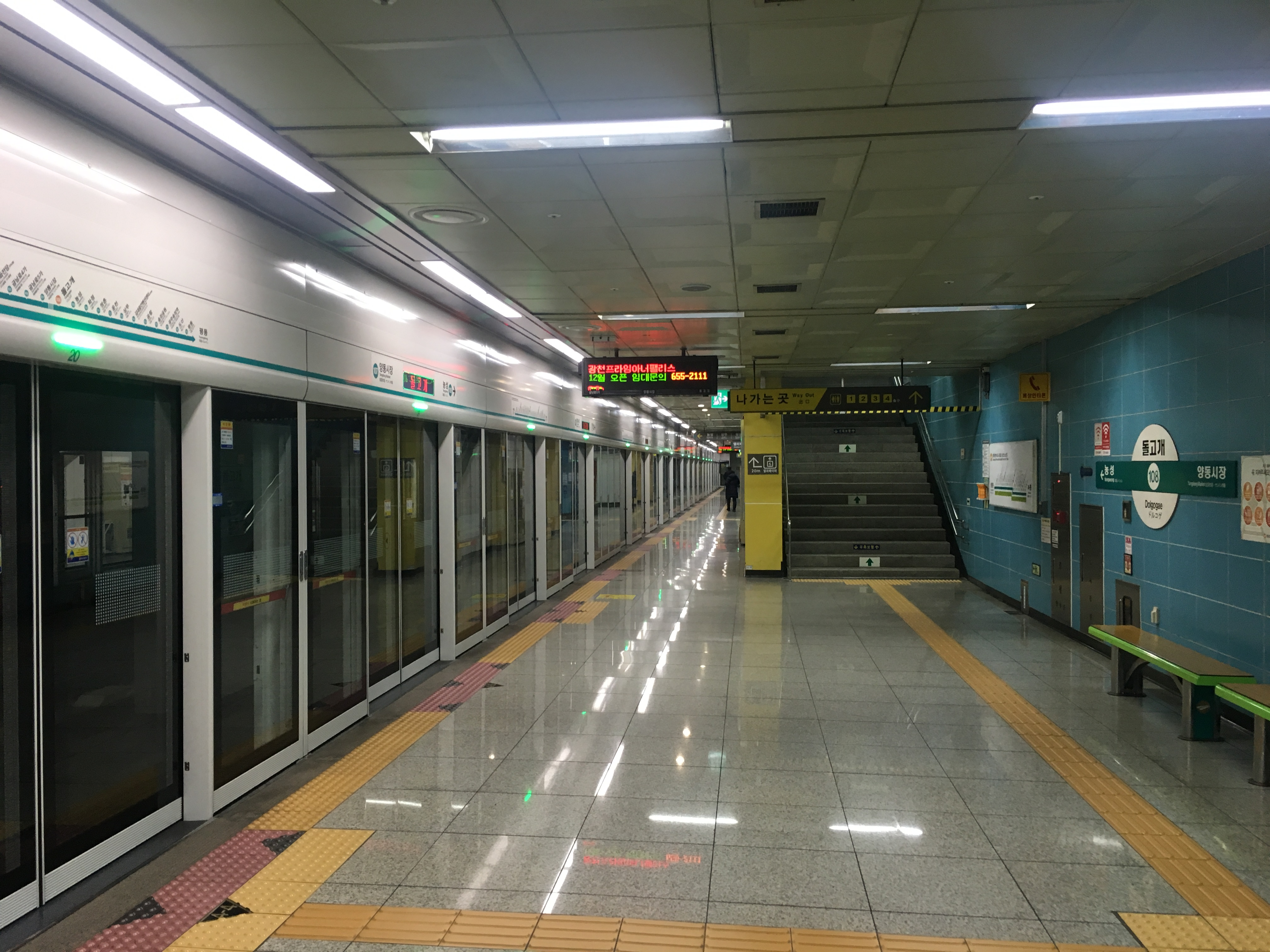
Станція «Дольгоге»
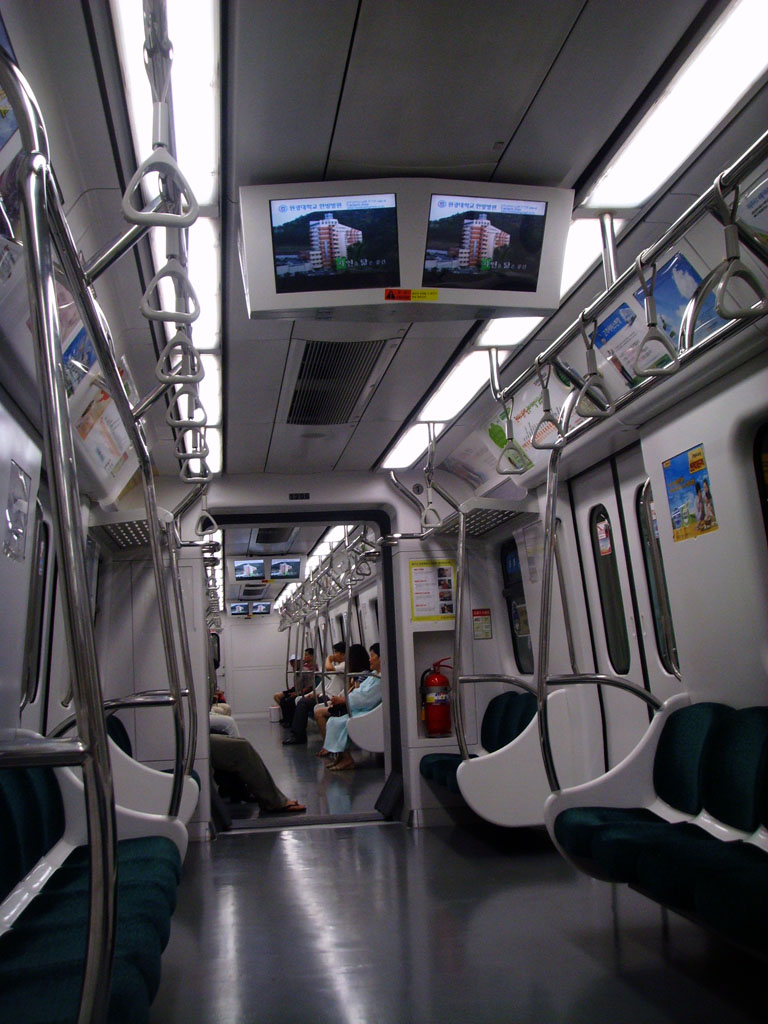
Усередині вагону